# Daleké Dušníky
Daleké Dušníky é uma comuna checa localizada na região da Boêmia Central, distrito de Příbram.